# Ivanić Grad
Ivanić Grad nebo též Ivanić-Grad (před rokem 1869 Ivanić-Tvrđava) je město v Chorvatsku. Nachází se v Záhřebské župě, u břehu řeky Lonji, asi 40 km jihovýchodně od centra Záhřebu. V roce 2011 žilo ve městě 9 379 obyvatel, v celé připadající opčině s okolními sídly pak 14 548 obyvatel. Počet obyvatel města rychle stoupá.
Součástí opčiny je celkem 19 samostatných sídel. V roce 1961 byly k městu připojeny bývalé vesnice Gornji Šarampov, Lonja Ivanićka a Poljana Breška, v roce 2011 pak připojením k Ivanić Gradu zanikly vesnice Donji Šarampov, Jalševec Breški a Prkos Ivanićki. 
- Caginec – 555 obyvatel
- Deanovec – 536 obyvatel
- Derežani – 246 obyvatel
- Graberje Ivanićko – 664 obyvatel
- Greda Breška – 156 obyvatel
- Ivanić Grad – 9 379 obyvatel
- Lepšić – 46 obyvatel
- Lijevi Dubrovčak – 351 obyvatel
- Opatinec – 321 obyvatel
- Posavski Bregi – 816 obyvatel
- Prečno – 98 obyvatel
- Prerovec – 98 obyvatel
- Šemovec Breški – 85 obyvatel
- Šumećani – 494 obyvatel
- Tarno – 57 obyvatel
- Topolje – 112 obyvatel
- Trebovec – 347 obyvatel
- Zaklepica – 88 obyvatel
- Zelina Breška – 99 obyvatel

Město je přímo napojeno na dálnici A3, která prochází těsně kolem něj, a na železniční trať Záhřeb – Slavonski Brod – Vinkovci. Také tudy prochází státní silnice D43, která tvoří částečný jihovýchodní obchvat Ivanić Gradu.